# Saison 22 d'Inspecteur Barnaby
Chronologie
Saison 21 Saison 23
Cet article présente la vingt-deuxième saison de la série télévisée Inspecteur Barnaby.

## Synopsis
L'inspecteur Barnaby et le sergent Jamie Winter font toujours équipe pour résoudre les enquêtes du comté de Midsomer. Ils sont épaulés par le Dr Fleur Perkins, médecin légiste.

## Distribution
Acteurs principaux
- Neil Dudgeon (VF : Michel Dodane) : Inspecteur John Barnaby
- Nick Hendrix (en) (VF : Benjamin Gasquet) : DS Jamie Winter

Acteurs récurrents
- Fiona Dolman (VF : Danièle Douet) : Sarah Barnaby
- Annette Badland (VF : Anne Plumet) : Dr Fleur Perkins

## Liste des épisodes
1. Le Loup-Chasseur
2. Le Cercle des couturés
3. La mort n'est pas un jeu
4. Épouvantables épouvantails
5. La monnaie de leur pièce
6. Les Sorcières d'Angel's Rise

### Épisode 1:Le Loup-Chasseur
- Royaume-Uni : 4 avril 2021
- France : 13 novembre 2022

- Royaume-Uni : 5.18 millions de téléspectateurs
- France : 2,74 millions de téléspectateurs[1] (première diffusion)

- Mark Williams : (Pat Everett)
- Siobhan Redmond (en) : (Ronnie Everett)
- Ferdinand Kingsley : (Brandon Yarrow)
- Maimie McCoy : (Rowan Yarrow)
- Brian Bovell : (Eric Gladberry)
- Kojo Attah : (Jez Gladberry)
- Molly Harris : (Josie Skelton)
- Matt McCooey (en) : (Steve Skelton)
- Poppy Gilbert (en) : (Kelly Kirk-Lees)
- Sinead Matthews (en) : (Mel Wallace)
- Kadell Herida : (Wade Andow)
- Louise Jameson : (Annie Davids)

### Épisode 2:Le Cercle des couturés
- Royaume-Uni : 11 avril 2021
- France : 20 novembre 2022

- Royaume-Uni : 4.99 millions de téléspectateurs
- France : 2,92 millions de téléspectateurs[2] (première diffusion)

- Silas Carson : (Rueben Tooms)
- Lizzy McInnerny : (Alberta Tooms)
- Jacob Fortune-Lloyd : (Gideon Tooms)
- John Thomson (en) : (Cooper Steineim)
- Nimmy March (en) : (Julia Steineim)
- Keith Allen : (Harry Marx)
- Natalie Simpson : (Erica Marx)
- Hannah Waddingham : (Mimi Dagmar)
- Harriet Thorpe (en) : (Georgie Tremayne)
- Michael Nardone (en) : (Mack McInally)
- Peter de Jersey (en) : (Toby Wagner)
- Sirine Saba : (Jocasta Farthing)

### Épisode 3:La mort n'est pas un jeu
- Royaume-Uni : 3 octobre 2021
- France : 27 novembre 2022

- Royaume-Uni : 4.58 millions de téléspectateurs
- France : 2,55 millions de téléspectateurs[3] (première diffusion)

- Stuart Milligan (en) : (Victor Karras)
- Rachael Stirling : (Eleanor Karras)
- Vanessa Emme : (Danni Karras)
- Paul Bazely : (Paul Matheson)
- Georgina Rich (en) : (Alicia Matheson)
- Ed White (acteur) : (Andrew Welles)
- Caroline Quentin : (Helen Welles)
- Adrian Edmonson : (Hugo Welles)
- Greg Lockett : (Joshua Kilbride)
- Aki Omoshaybi : (Noah Adomakoh)

### Épisode 4:Épouvantables épouvantails
- Royaume-Uni : 29 mai 2022
- France : 4 décembre 2022

- Royaume-Uni : 3.47 millions de téléspectateurs
- France : 2,63 millions de téléspectateurs[4] (première diffusion)

- Jason Wong (en) : (Stephan Ashworth)
- Emily Bevan (en) : (Naomi Ashworth/Bryony Hayden)
- Simon Shepherd : (Révérend Oscar Hayden)
- Goldy Notay (en) : (Samira Mallick)
- Raj Bajaj : (Lukesh Makllick)
- Jacqueline Boatswain (en) : (Rachel Taylor)
- Holly Freeman : (Thea Stannard)
- Amara Karan : (Adele Paige)
- David Yip : (Fergus Rooney)
- Billy Hinchliff : (Jack Baldwin)
- Jessica Ellerby : (Caitlin Dawson)

### Épisode 5:La monnaie de leur pièce
- Royaume-Uni : 28 mai 2023
- France : 11 décembre 2022

- Royaume-Uni :
- France : 2,75 millions de téléspectateurs[5] (première diffusion)

- Alexander Hanson (en) : (Marcus Dunlow)
- Jenna Russell (en) : (Faith Dunlow)
- Dylan Wood : (Luke Dunlow)
- Clive Rowe (en) : (Derek Sharrow)
- Shobna Gulati (en) : (Shaila Handsworth)
- David Rubin (III) : (Graham Handsworth)
- Kevin Whately : (Jeremy Whittingdale)
- Tessa Wong : (Phoebe Whittingdale)
- Samantha Spiro : (Phyllis Cuttle)
- Jane Bertish : (Katisha Empson)
- Mathew Bose (en) : (Dr. Simon Charteris)

### Épisode 6:Les Sorcières d'Angel's Rise
- Royaume-Uni : 27 août 2023
- France : 18 décembre 2022

- Royaume-Uni :
- France : 2,71 millions de téléspectateurs[6] (première diffusion)

- Clive Mantle (en) : (Peter Saint-Stephens)
- Caroline Lee-Johnson (en) : (Jeanie Saint-Stephens)
- Jordan Ford Silver : (Isaac Saint-Stephens)
- Jessica Whitehurst : (Bea Saint-Stephens)
- Tracy-Ann Oberman (en) : (Sally Ann Barker)
- Sarah Paul : (Rachel Finn)
- Ian Bartholomew (en) : (Frank Mulroney)
- Colin Salmon : (Gerard King)
- Janine Duvitski (en) : (Hattie Bainbridge)
- Cian Barry : (Jonas Wilson)
- Tristan Sturrock (en) : (Felix Marshall)
- Richard David-Caine (en) : (Simeon Dagley)
- Bettrys Jones : (Ginger Thomas)
- Holly Willoughby (en) : (Elle-même)